# Azoria

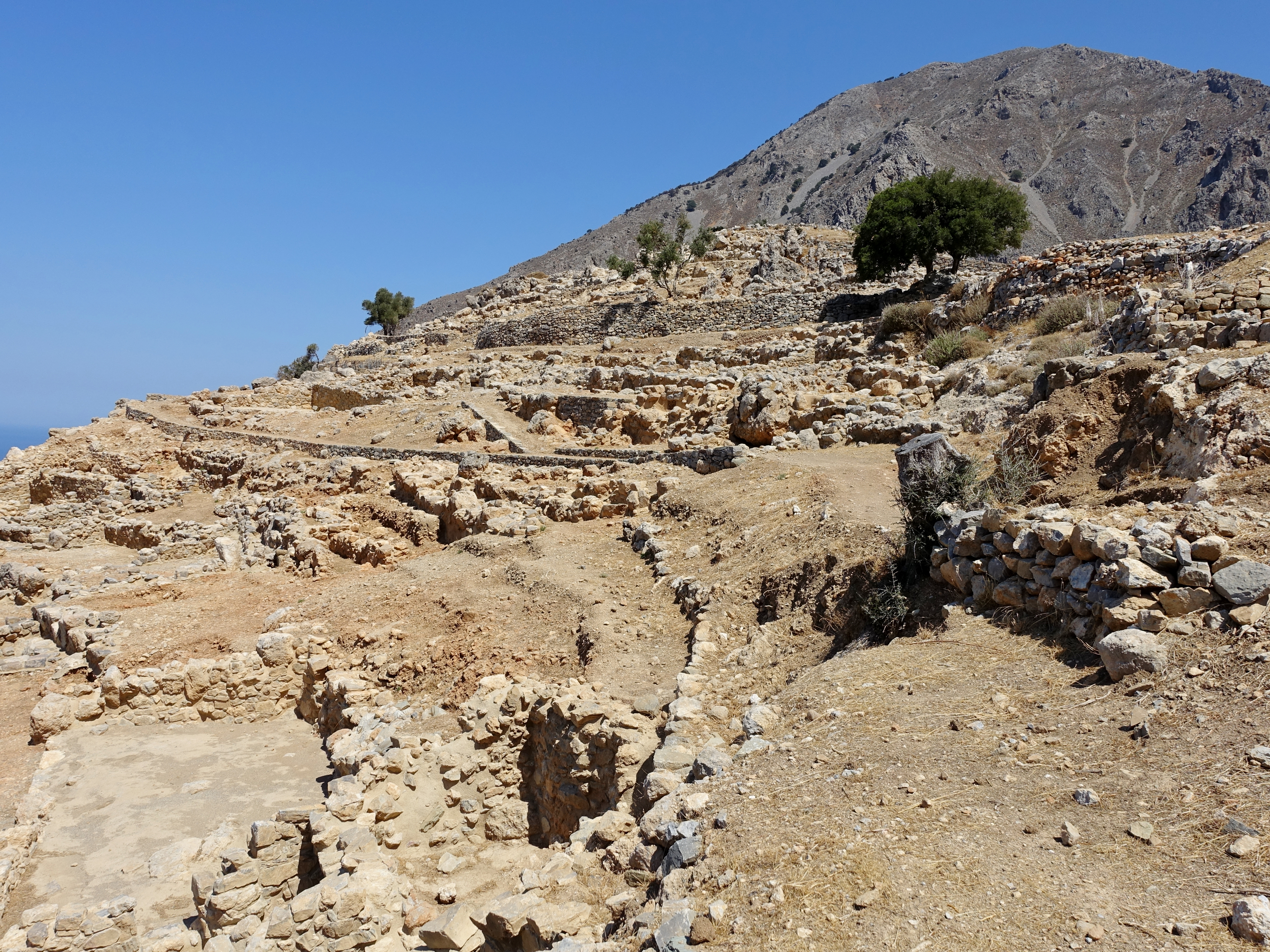
Südwesthang

Azoria (griechisch Αζοριάς (m. sg.) Azorias) ist ein Hügel auf Kreta nahe bei dem Dorf Kavousi und ungefähr 3 km vom Meer entfernt. Es ist der Ort mehrerer griechischer Siedlungen.
Erste Besiedlungsreste stammen aus der Zeit um 1200 v. Chr. Aus dieser Zeit sind ein als Herrenhaus angesprochener Komplex, ein Tempel und ein Tholosgrab nachweisbar. In der Folgezeit blieb der Ort besiedelt.
Um 600 v. Chr. wurden die älteren Siedlungsreste rituell zerstört, verfüllt und über ihnen eine neue Stadt errichtet. Ein Bankheiligtum und verschiedene rituelle Gegenstände aus der älteren Siedlung wurden aber weiter verwendet. Wegen der Hanglage war zur Errichtung der neuen Stadt der Bau großer Stützmauern nötig, um terrassierte Flächen zu erhalten. Daraufhin entstanden ein mehrräumiger Tempel und ein Gebäude mit vier Bankettsälen von knapp 30 m² Größe, Vorratsräumen und Küchen. In letzterem Gebäude wurden neben Keramik und Vorratsresten auch bronzene Waffen gefunden, die offenbar an den Wänden gehangen hatten. Angrenzend an den Bankettkomplex gab es eine weitere, mit 200 m² deutlich größere Halle mit Bänken an den Wänden und Nebenräumen, die rund 200 Personen Platz geboten haben dürfte. Ein weiteres reines Vorratsgebäude sowie mehrere, offenbar von Großfamilien bewohnte Gebäudekomplexe mit eigenen Vorratsräumen wurden ausgegraben. Die große Halle wird als Andreion oder Äquivalent einer Agora in einer wegen der Hanglage veränderten Form angesprochen. Es fanden sich griechische Inschriften auf Scherben, aber auch eine Inschrift auf eteokretisch. Solche Inschriften sind ansonsten sehr selten. Die archaische Stadt wurde im frühen fünften Jahrhundert von einem Feuer vernichtet.
Es gibt bescheidene Reste einer späteren Besiedlung aus der Zeit um 200 v. Chr.
Seit 2002 wird die Stadt von der University of North Carolina at Chapel Hill zusammen mit dem Institute for Aegean Prehistory Study Center for East Crete unter der Leitung des American School of Classical Studies at Athens ausgegraben.